# Дългоопашат ширококлюн
Дългоопашатите ширококлюни (Psarisomus dalhousiae) са вид средноголеми птици от семейство Ширококлюнови (Eurylaimidae), единствен представител на род Psarisomus.
Разпространени са в горите на Югоизточна Азия и северните части на Южна Азия. Достигат дължина около 25 сантиметра и маса 50 – 60 грама и са зелени на цвят, с жълто-черна глава и черна опашка. Хранят се главно с насекоми и живеят на големи ята.